# Ильин, Сергей Иванович (геолог)
Сергей Иванович Ильин (1891—1948) — советский геолог, лауреат Ленинской премии (присуждена в 1960 г. посмертно).
Родился 10 января 1891 г. в Петербурге в семье офицера. Окончил артиллерийское училище.
Участник Первой мировой войны с 1914 года, командир артиллерийской батареи в звании капитана. С 1918 г. в РККА, преподаватель в артиллерийской школе для командного состава в Петербурге. В 1920 г., находясь на военной службе, поступил в Горный институт, который окончил по специальности геология (1925).
Работал в Геологическом комитете (Алдан, Кавказ, Крым), геолог-нефтяник.
В марте 1935 года арестован в Ленинграде без предъявления обвинения, постановлением органов НКВД выслан в Среднюю Азию на 5-летний срок.
С января 1937 г. начальник полевого сектора треста «Ворошиловнефть» в г. Термез (Узбекистан). С октября 1937 г. старший геолог, с октября 1940 г. — заведующий геологическим сектором Таджикского филиала АН СССР. С марта 1941 г. директор созданного при Таджикском филиале АН СССР Геологического института. Одновременно заведующий кафедрой геологии Таджикского (Душанбинского) педагогического института.
С 1944 — зам. директора ВНИГРИ (Ленинград).
В 1947 г. защитил докторскую диссертацию.
Автор более 30 научных работ по геологии и нефтеносности Кавказа, Крыма и Средней Азии.
В 1960 г. посмертно присуждена Ленинская премия за участие в открытии Газлинского газового месторождения в Узбекистане.